# Reina María Luisa (1791)
El Reina María Luisa o Reina Luisa fue un navío de línea español de 112 cañones construido en los Reales astilleros de Esteiro que prestó servicio en la Armada Española desde su fecha de botadura del 12 de septiembre de 1791 hasta que se hundió en 1815. Se construyó según el proyecto de Romero Landa y pertenecía a la serie de los Santa Ana.

## Construcción
Se construyó siguiendo el proyecto de los Santa Ana, siendo los siguientes 8 navíos pertenecientes a tal serie: Santa Ana, el primero y el que da nombre a la serie, Mejicano, Conde de Regla, Salvador del Mundo, Real Carlos, San Hermenegildo, Reina María Luisa y Príncipe de Asturias.
A su entrega contaba con 30 cañones de 36 libras en la primera batería, en la segunda batería 32 cañones de 24 libras, en la tercera batería 32 cañones de 12 libras, en el alcázar 12 cañones de 8 libras y finalmente en el castillo de proa 6 cañones de 8 libras. Sus dimensiones eran de una eslora de 210 pies de Burgos, una manga de 58 pies y un puntal de 27 pies y 6 pulgadas.
Debido a un error o por licencia del mismo constructor, se observó en 1790, una vez puesto en quilla, que tenía tres pies y medio más de longitud. A consecuencia de los gastos y pérdida de tiempo que conllevaría la corrección de tal error, se dejó con estas características por decisión del Capitán General de Departamento. En la botadura del navío se comprobó que el calado de popa fue de 1 pie y 10 pulgadas más que el Santa Ana y el calado de proa 11 pulgadas menos.
Finalmente se comprobó que poseía mejores cualidades que el resto de los navíos de su serie.

## Historial
En 1793 fue el buque insignia de la escuadra española capitaneado por el Teniente General Lángara. Por petición del Vicealmirante inglés Samuel Hood se unió a su flota para la evacuación de la ciudad de Tolón de los realistas franceses acosados por los revolucionarios.
En 1795 tuvo su primer combate naval, consiguiendo apresar a la fragata francesa Ifigenia.
El 18 de marzo de 1809 cambió de nombre por el de Fernando VII.
En 1810 navegó al mando del brigadier Manuel de Posadas junto al San Carlos y otro navío inglés desde Gibraltar hasta Mahón, y durante el viaje, sufrió una vía de agua que no pudo ser detectada, aunque a su llegada, quedó desarmado. En 1815 cuando se encontraba ya en mal estado, al mando del capitán de fragata Vicente de Lama Montes, recibió orden de viajar desde Mahón hasta Cartagena para realizar una carena en firme, disponiendo de una escasa tripulación -2 oficiales, un piloto, 40 hombres de mar y maestranza y 60 hombres del regimiento de Nápoles, aunque se vieron suplementados con un oficial, dos guardiamarinas y 60 marinos cedidos por la USS United States, cuyo capitán, al tener que realizar la misma travesía, se ofreció a realizarla en conserva- para la travesía, y tras hacer leves reparaciones para efectuar dicho viaje. Junto a los citados buques, zarparon el 4 de diciembre con tiempo apacible la balandra de guerra USS Ontario y el navío inglés HMS Boyne. La fragata y el Fernando VII se separaron de los otros dos buques al pasar al sur de la isla de Cabrera, manteniéndose el buen tiempo hasta el 6 de diciembre que comenzó un fuerte temporal. A pesar de los esfuerzos de la tripulación y haber echado por la borda 13 cañones y la cuarta ancla para aliviar peso, y debido a que hacía agua, daños en el palo mayor y averías en las bombas naufragó el día 10 de diciembre frente a las costas de África, en la ensenada de Bugía, salvándose todos los tripulantes que llevaba.
Los tripulantes españoles, quedaron retenidos por el Dey de Argel, hasta que se liberó un Bergantín de Argel, que había sido apresado en aguas españolas, lo cual tuvo lugar en mayo de 1816. El consejo de guerra por la pérdida del buque se celebró el 21 de junio de 1816, y dictó sentencia absolutoria.